# Frumar (władca Swebów)
Frumar, znany też jako Frumariusz (data narodzin nieznana, zmarł w 464 roku) był swebskim wodzem, następcą Maldrasa zamordowanego w 460 roku. Podobnie jak był wodzem tylko dla Swebów zamieszkujących tereny Luzytanii, galicyjski Swebowie mieli własnego wodza, Rechimunda. 
W 464 roku w wyniku akcji podjętej przez dwóch rzymskich możnych, Ospinia i Askaniusza tereny Luzytanii opuściła wizygocka armia. Wizygoci przebywali tu na prośby Rzymu w celu ochrony pustoszonych przez Frumara miast i wsi. Frumar kontynuował bowiem politykę łupienia rdzennej ludności, zapoczątkowaną przez Maldrasa. Wobec odwrotu Wizygotów Swebowie mieli wolną rękę i zaatakowali i spustoszyli Aquae Flaviae, rzymskie miasto na terenie obecnej Portugalii. Oprócz łupów wziął również jeńców w tym biskupa i kronikarza Hydacjusza, który jak się zdaje był w opozycji do Ospinia i Askaniusza. Biskup odzyskał wolność dopiero po trzech miesiącach mimo iż jego przeciwnicy namawiali Frumara aby nie wypuszczał Hydatiusza. Wydaje się, że to właśnie w czasie rządów Frumara rzymska arystokracja zaczęła na szeroką skalę współpracować z germańskimi przybyszami. Frumar zmarł w 464 roku a jego następcą został Remismund, który w końcu zjednoczył podzielonych Swebów.